# Memories of Summer
Memories of Summer（メモリーズ オブ サマー）は、声優の佐藤利奈が出した1stマキシシングルである。品番はSP-0001。このCDはアニメイト独占販売のため、店頭もしくは通販でしか入手できない。

## 収録曲
1. Memories of Summer
  - 作詞・作曲：大石孝次、編曲：原嘉朗
  - インターネットラジオ『佐藤利奈のあの空で逢えたら』オープニングテーマ
2. 空の詩
  - 作詞・作曲：佐藤利奈・大石孝次、編曲：原嘉朗
  - インターネットラジオ『佐藤利奈のあの空で逢えたら』エンディングテーマ
3. ミニドラマ・パート「Letter of Memories」
  - インターネットラジオ番組『佐藤利奈のあの空で逢えたら』連動企画
  - 番組内で未発表の最終話を含む全話をコンプリート収録
4. Memories of Summer（インストVer）
5. 空の詩（インストVer）